# 斯文豪氏攀蜥
台灣龍蜥（学名：Diploderma swinhonis），又名台灣龍蜥、台灣攀蜥、箕作氏攀蜥，俗稱竹虎、山狗大，为飛蜥科龙蜥属下的物種。僅分布于台灣（包含本島、蘭嶼、綠島及琉球嶼），也是臺灣所有攀蜥當中體型最大的，其生存的海拔範圍為1500公尺以下山區。

## 辨識特徵

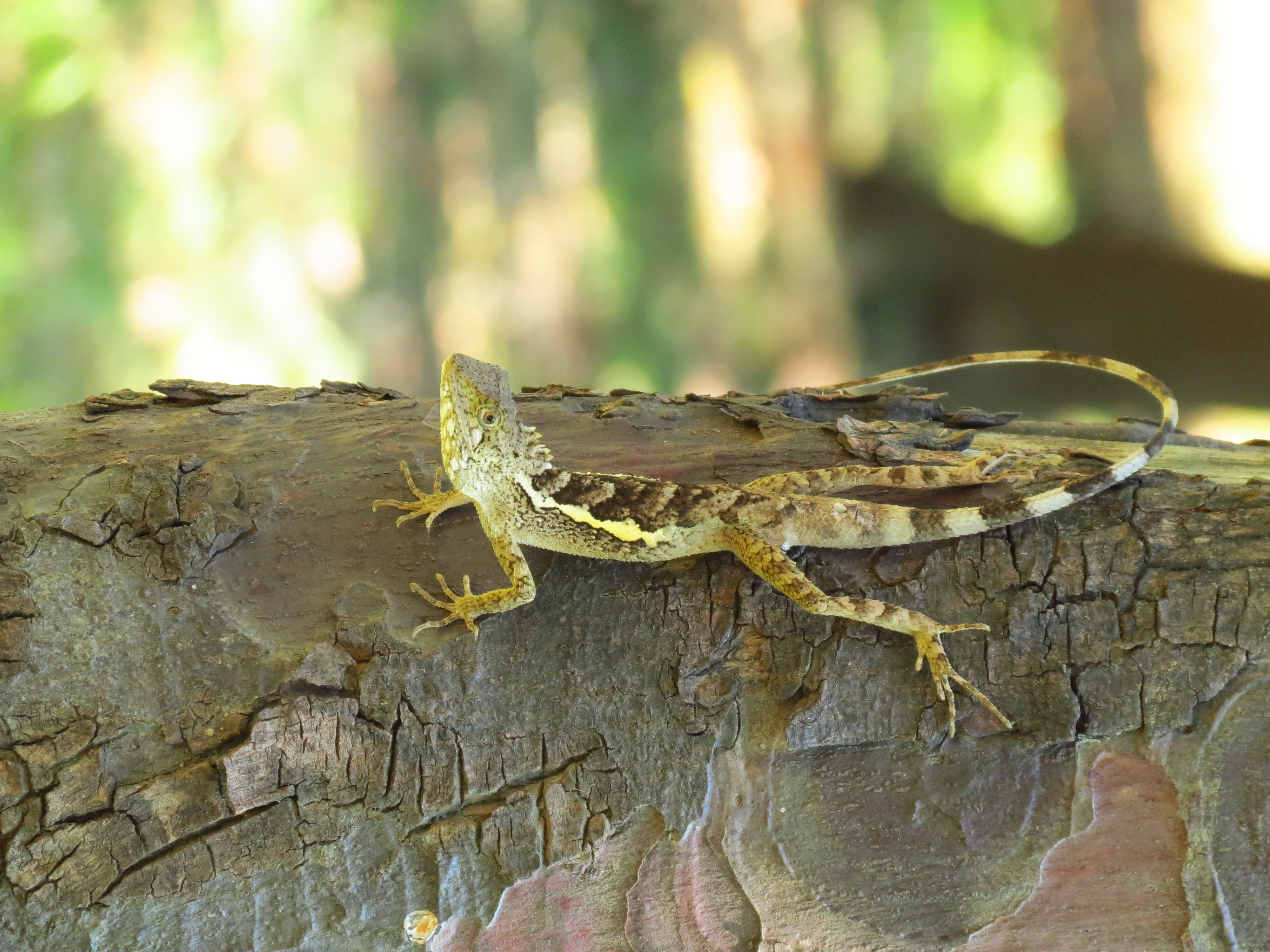
雖然是台灣的特有種，但台灣龍蜥對環境適應力強，是臺灣最常見的龍蜥

體長 8～25 公分，最大可達 31 公分。體色會因個體而有所差異，大多是以褐色或黃褐色為主，並會隨環境做出小幅度的改變，體側各有一條由菱斑連貫形成的黃色（或黃綠色）縱帶（雌性較黯淡且不明顯）。雌雄體色差異甚大，雄性體型較大，背部的縱斑比雌性明顯，體色也較鮮明；喉部黑色（雌性較接近褐色），並有明顯的白斑。嘴白色，口腔內呈灰白色或略帶黑色。

## 生活習性
為樹棲性生物，日行性，白天常在森林邊緣空曠處活動，在大樹樹幹上常能見到其蹤跡。領域性強，雄蜥遇驚擾時會張口威嚇，同時喉部會擴張，喉部白斑也會更加顯著，並做出類似伏地挺身的姿勢，多以小型無脊椎動物為食，4～9月為主要活動季節，其餘時間進行冬眠。
對環境的要求不高，除了樹林外，活動範圍也包含果園，住家庭園甚至大馬路邊緣。

## 外來侵害
2006年，日本靜岡縣磐田市的天龍川東部被證實有斯文豪氏攀蜥的蹤跡，推測可能是由從台灣運輸至當地的植物中「偷渡」入境的，可能造成的影響仍有待調查。
2016年9月，日本宮崎縣也確認有斯文豪氏攀蜥出現的紀錄。

## 扩展阅读
維基物種上的相關：台灣龍蜥